# Agonía de Doha
La Agonía de Doha ドーハの悲劇 (Dōha no higeki?), también traducido como la Tragedia de Doha, es un término utilizado por los hinchas de la selección de fútbol de Japón para referirse al partido de clasificación para el Mundial de fútbol de 1994 contra Irak, jugado en Doha, Catar, el 28 de octubre de 1993.
Una victoria sobre Irak hubiese significado la primera clasificación a una Copa del Mundo para Japón como uno de los dos representantes de la AFC. Japón estaba ganando 2-1 hasta el último minuto, pero un tardío gol iraquí concluyó el partido en empate. Así fue que, la plaza en el torneo final se fue para sus archirrivales Corea del Sur, que vencieron a Corea del Norte 3-0 en su partido final. Corea del Sur incluso terminó empatado en puntos con Japón, pero ganó el desempate por tener mejor diferencia de goles. Los hinchas surcoreanos se refieren a la clasificación de su equipo como el Milagro de Doha (도하의 기적/도하의 奇跡 o Doha ui Gijeok.)
El fallo de clasificación y la forma dramática en la que sucedió causó un gran desaliento en los hinchas japoneses. El fútbol se había vuelto muy popular en Japón con el lanzamiento de la liga profesional ese mismo año y la obtención de la Copa Asiática en 1992, y mucho antes, el equipo nunca había estado tan cerca de clasificarse a ninguna Copa del Mundo. Aunque, desde entonces, Japón se ha clasificado a siete Copas del Mundo consecutivas. Los jugadores que conformaron el equipo que jugó ese partido aún son conocidos como "La Clase de Doha" (ドーハ組 Dōha gumi?). Además, la frase "Recuerden Doha" (ドーハを忘れるな Dōha o wasureruna?) se ha convertido en un grito de aliento para los hinchas japoneses.

## Camino al partido
Seis naciones (Japón, Corea del Sur, Arabia Saudita, Irak, Irán y Corea del Norte) compitieron en la ronda final de la eliminatoria a la Copa del Mundo de 1994 de la AFC por dos plazas en el torneo final en los Estados Unidos. Los seis finalistas jugaron una liguilla en Doha, Catar, entre el 15 y el 28 de octubre de 1993. Luego de cuatro rondas de partidos y con un partido por jugar para cada equipo, la tabla de posiciones se veía de la siguiente forma:
| Pos. | Equipo          | Pts. | PJ | PG | PE | PP | GF | GC | Dif. |
| ---- | --------------- | ---- | -- | -- | -- | -- | -- | -- | ---- |
| 1.º  | Japón           | 5    | 4  | 2  | 1  | 1  | 5  | 2  | 3    |
| 2.º  | Arabia Saudita  | 5    | 4  | 1  | 3  | 0  | 4  | 3  | 1    |
| 3.º  | Corea del Sur   | 4    | 4  | 1  | 2  | 1  | 6  | 4  | 2    |
| 4.º  | Irak            | 4    | 4  | 1  | 2  | 1  | 7  | 7  | 0    |
| 5.º  | Irán            | 4    | 4  | 2  | 0  | 2  | 5  | 7  | −2   |
| 6.º  | Corea del Norte | 2    | 4  | 1  | 0  | 3  | 5  | 9  | −4   |

|  | En zona de clasificación para la Copa Mundial de Fútbol de 1994 |
|  | Eliminado, sin opciones de clasificar                           |

(Victoria = 2 puntos, empate = 1 punto, pérdida = 0 punto; el gol diferencia desempataba igualdad en puntos)
En la cuarta ronda de partidos, Japón venció a Corea del Sur 1-0 tomando el primer lugar en la clasificación antes del último partido. Aunque solo un punto separaba al primer y quinto puesto y sólo Corea del Norte había sido eliminada, Japón podía clasificar al torneo final con una victoria sin importar los demás resultados. Japón pudo haber clasificado incluso con un empate, siempre y cuando Corea del Sur o Arabia Saudita no hubiesen ganado sus últimos partidos, e Irán no venciera a Arabia Saudita por más de cuatro goles.

## Último partido
El partido fue jugado el 28 de octubre de 1993, al mismo tiempo que los demás partidos de la 5.ª ronda, Corea del Sur contra Corea del Norte y Arabia Saudita contra Irán, en los otros estadios en Doha.
Japón comenzó ganando con un gol en la primera mitad de Kazuyoshi Miura, pero Irak igualó el marcador al principio de la segunda mitad. Japón nuevamente tomó la delantera con un gol de Masashi Nakayama. El resultado de 2-1 se mantuvo hasta el minuto 90 del partido.
Los otros partidos jugados en los otros estadios habían terminado más temprano, teniendo a Corea del Sur como vencedor por 3-0 sobre Corea del Norte y Arabia Saudita venciendo a Irán por 4-3. Esto significaba que Japón debía mantener la ventaja para clasificarse al mundial.
Sin embargo, Japón perdió el balón e Irak lo retuvo, y justo cuando el partido había entrado en sus últimos segundos, Jaffar Omran Salman de Irak anotó un gol desde un tiro de esquina, empatando el marcador 2-2. El árbitro tocó el silbato y finalizó el partido momentos después, eliminando a ambos equipos.

### Detalles del partido
| 28 de octubre de 1993, 16:15 UTC+3 | Japón                   | 2 – 2   | Irak                      | Estadio Al-Ahli, Doha,                                                |                                                                       |
|                                    | Miura 5' · Nakayama 69' | Reporte | S. Radhi 54' · Salman 90' | Asistencia: 4,000 espectadores Árbitro(s): Serge Muhmenthaler (Suiza) | Asistencia: 4,000 espectadores Árbitro(s): Serge Muhmenthaler (Suiza) |

| Japón | Irak |

| Japón:         |    |                         |     |     |
|                |    |                         |     |     |
| GK             | 1  | Shigetatsu Matsunaga    | 84' |     |
| DF             | 3  | Toshinobu Katsuya       | 10' |     |
| DF             | 4  | Takumi Horiike          |     |     |
| DF             | 5  | Tetsuji Hashiratani (c) |     |     |
| DF             | 7  | Masami Ihara            |     |     |
| MF             | 10 | Ruy Ramos               |     |     |
| MF             | 15 | Mitsunori Yoshida       |     |     |
| MF             | 17 | Hajime Moriyasu         |     |     |
| FW             | 11 | Kazuyoshi Miura         |     |     |
| FW             | 12 | Kenta Hasegawa          |     | 59' |
| FW             | 16 | Masashi Nakayama        |     | 80' |
| Sustituciones: |    |                         |     |     |
| FW             | 8  | Masahiro Fukuda         |     | 59' |
| FW             | 9  | Nobuhiro Takeda         |     | 80' |
| Entrenador:    |    |                         |     |     |
| Hans Ooft      |    |                         |     |     |

| Irak:          |    |                        |     |     |
|                |    |                        |     |     |
| GK             | 21 | Ibrahim Salim Saad     |     |     |
| DF             | 14 | Salim Hussein          |     |     |
| DF             | 4  | Swadi Radhi Shenaishil | 23' |     |
| DF             | 2  | Samir Kadhim Hassan    |     |     |
| DF             | 3  | Saad Abdul             | 80' |     |
| MF             | 22 | Bassam Raouf Hamed     |     | 71' |
| MF             | 12 | Mohammed Jassim        |     | HT' |
| MF             | 7  | Naem Saddam Minshed    |     |     |
| FW             | 17 | Laith Hussein          |     |     |
| FW             | 9  | Ala Kadhim             |     |     |
| FW             | 8  | Ahmad Radhi (c)        |     |     |
| Sustituciones: |    |                        |     |     |
| FW             | 16 | Jaffar Omran Salman    |     | HT' |
| DF             | 5  | Abdul Jabar Hanoon     |     | 71' |
| Entrenador:    |    |                        |     |     |
| Ammo Baba      |    |                        |     |     |

## Consecuencias
Luego de la última ronda de partidos, así quedó la tabla de posiciones:
| Pos. | Equipo          | Pts. | PJ | PG | PE | PP | GF | GC | Dif. |
| ---- | --------------- | ---- | -- | -- | -- | -- | -- | -- | ---- |
| 1.º  | Arabia Saudita  | 7    | 5  | 2  | 3  | 0  | 8  | 6  | 2    |
| 2.º  | Corea del Sur   | 6    | 5  | 2  | 2  | 1  | 9  | 4  | 5    |
| 3.º  | Japón           | 6    | 5  | 2  | 2  | 1  | 7  | 4  | 3    |
| 4.º  | Irak            | 5    | 5  | 1  | 3  | 1  | 9  | 9  | 0    |
| 5.º  | Irán            | 4    | 5  | 2  | 0  | 3  | 8  | 11 | −3   |
| 6.º  | Corea del Norte | 2    | 5  | 1  | 0  | 4  | 5  | 12 | −7   |

|  | Clasificados a la Copa Mundial de Fútbol de 1994 |

Arabia Saudita se quedó con el primer lugar luego de su victoria 4-3 sobre Irán. Japón y Corea del Sur terminaron empatados a puntos, pero Corea del Sur tenía la mayor ventaja por diferencia de goles luego de su victoria 3-0 sobre Corea del Norte, y ganó el desempate.
El entrenador de Japón, Marius Johan Ooft, fue despedido unas semanas después del partido, y la eliminación del torneo terminó con las aspiraciones mundialistas de la mayoría del equipo, más notablemente del mediocampista Ruy Ramos. Solo dos jugadores japoneses que participaron de ese partido, Nakayama y Masami Ihara, llegaron a jugar en la Copa Mundial de Fútbol de 1998 para Japón.
Sin embargo, el desalentador resultado serviría de inspiración para las subsiguientes campañas clasificatorias, y hasta el día de hoy, Doha no higeki (Recuerden Doha), es invocado por los hinchas y la prensa.